# تششمة شيرين (مقاطعة دهلران)
تششمة شيرين (بالفارسية: چشمه شیرین) هي قرية تقع في قسم نهرعنبر الريفي (مقاطعة دهلران) في إيران.